# Metin Oktay
Metin Oktay (Smirne, 2 febbraio 1936 – Istanbul, 13 settembre 1991) è stato un calciatore turco, di ruolo attaccante.

## Biografia
Nato da padre albanese del Kosovo madre bosniaca. È scomparso nel 1991 a Istanbul all'età di 55 anni a seguito di un incidente stradale. Ogni anno, nell'anniversario della sua morte, la sua tomba è meta di pellegrinaggio per calciatori e tifosi del Galatasaray. La società gli ha inoltre dedicato il proprio centro sportivo d'allenamento a Florya.

## Carriera
Inizia la carriera nel 1954-1955, quando gioca 18 partite, segnando 17 gol, con la maglia dell'İzmirspor.
Dal 1955 al 1961 gioca con il Galatasaray, per un totale di 105 presenze e 103 gol.
Nel 1961 viene acquistato dalla società italiana del Palermo, e per il suo trasferimento viene concordata un'amichevole fra le due squadre. In Sicilia gioca la sola stagione 1961-1962, con 12 presenze e 3 gol all'attivo, per poi far ritorno al Galatasaray dove gioca per altre sette stagioni, chiudendo con 298 presenze e 285 gol. Il ritorno al Galatasaray, che gli concesse un ricco ingaggio, piuttosto che tornare all'İzmirspor fu la causa del divorzio dalla moglie Oya Sarı. Nel derby contro il Beşiktaş segnò in totale 13 gol, mentre 19 sono le reti segnate al Fenerbahçe. Nella squadra in cui tifava da bambino fu anche soprannominato taçsız Kral (in lingua italiana Re senza corona).

## Palmarès

### Club
- Campionato turco: 2

Galatasaray: 1962-1963, 1968-1969
- Coppa di Turchia: 4

Galatasaray: 1962-1963, 1963-1964, 1964-1965, 1965-1966
- Supercoppa di Turchia: 1

Galatasaray: 1966
- Lega di Istanbul: 2

Galatasaray: 1955-1956, 1957-1958

### Individuale
- Capocannoniere del campionato turco: 6 (record)

1959 (11 gol), 1959-1960 (33 gol), 1960-1961 (36 gol), 1962-1963 (38 gol), 1964-1965 (17 gol), 1968-1969 (17 gol)